# Hounds of Love (chanson)
Pour un article plus général, voir Discographie et vidéographie de Kate Bush.
 (août 2012).
Singles de Kate Bush
Cloudbusting
(1985) The Big Sky
(1986)
Pistes de Hounds of Love
Running Up that Hill The Big Sky
Hounds of Love est également le titre de l’album éponyme de Kate Bush, c'est le troisième des quatre single de l'album. Le single est sorti le 24 février 1986, et a atteint le numéro 18 au UK Singles Chart. 
Il existe une version alternative de la chanson "Alternative Hounds of Love" qui apparaît sur la version maxi anglaise et américaine. La version US du single est prolongée par une répétition du premier couplet juste après le second refrain.
Cette chanson contient un sample du film Rendez-vous avec la peur de Jacques Tourneur.
Le film Shadow in the Cloud, sorti en janvier 2021, la reprend lors du générique de fin; le refrain est illustré (mot à mot) par des extraits de films d'époque montrant l'engagement des femmes durant la seconde guerre mondiale dans les forces aériennes des pays occidentaux.
Le clip vidéo a été dirigé par Kate Bush et fut inspiré par le film Les 39 marches  d'Alfred Hitchcock.

## Covers
Cellardoor, groupe pop américain, album Distance, 2006, Rugy Road Studio.
The Divine Comedy, groupe pop orchestral irlandais, a chanté la chanson durant sa tournée, en 2013.
The Futureheads, groupe post-punk britannique, album The Futureheads, 2004. Le single sort en 2005 et arrive à la 10e place au top 10 au Royaume-Uni. 
The Church, groupe rock australien, album Coffee Hounds, 2009.
Eivør Pálsdóttir, chanteuse féroïenne, album Larva, 2010.
Draped Urn, groupe Death metal brésilien, album Punishment, 2016.